# Dália (keresztnév)
A Dália svéd eredetű női név, jelentése: dália (virág, mely nevét Andreas Dahl svéd botanikusról kapta).

## Gyakorisága
Az újszülötteknek adott nevek körében az 1990-es években szórványos volt. A 2000-es és a 2010-es években sem szerepelt a 100 leggyakrabban adott női név között.
A teljes népességre vonatkozóan a Dália sem a 2000-es, sem a 2010-es években nem szerepelt a 100 leggyakrabban viselt női név között.

## Névnapok
október 25.